# Praia da Galé
A Praia da Galé é a pequena praia do lado esquerdo
A Praia da Galé localiza-se no município da Albufeira, no Algarve, sul de Portugal.
Esta praia é constituída por duas componentes que estão divididas por uma falésia, contudo encontram-se ligadas por escadas. A praia da Galé Oeste estende-se até à praia dos Salgados, enquanto que a praia da Galé Este está confinada por falésias, exceto na maré baixa dos meses mais soalheiros.
De lotação quase sempre esgotada, trata-se de uma praia para todos os gostos, com arribas a este e dunas a oeste. O areal é extenso e água de boa qualidade. Predominam os banhistas portugueses.
Diz-se que a origem do nome se deve ao facto de ter naufragado uma galé na praia, prevalecendo então o nome de Praia da Galé.
Existe uma outra Praia da Galé no município de Grândola.

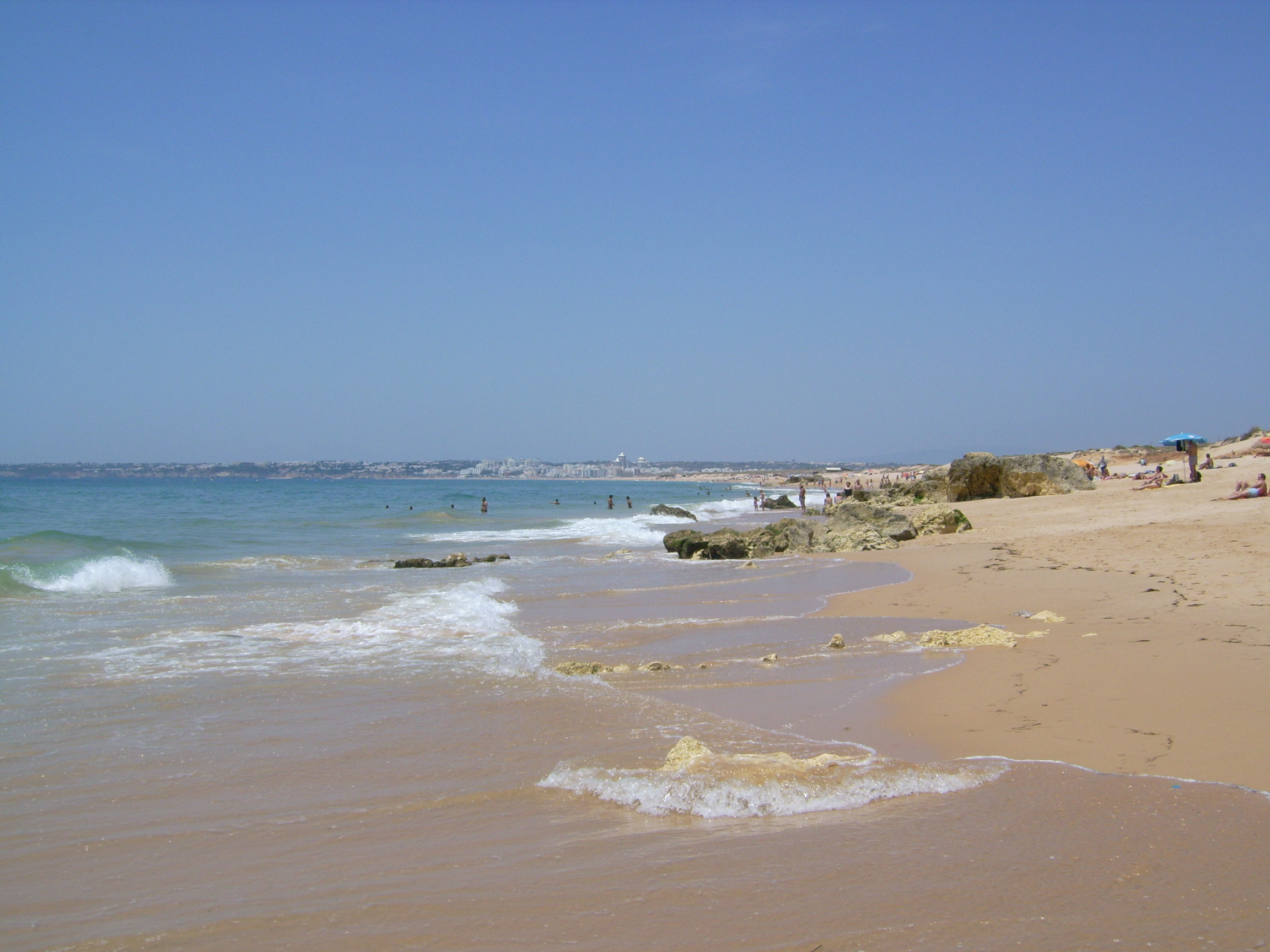
Praia dos Salgados - Galé

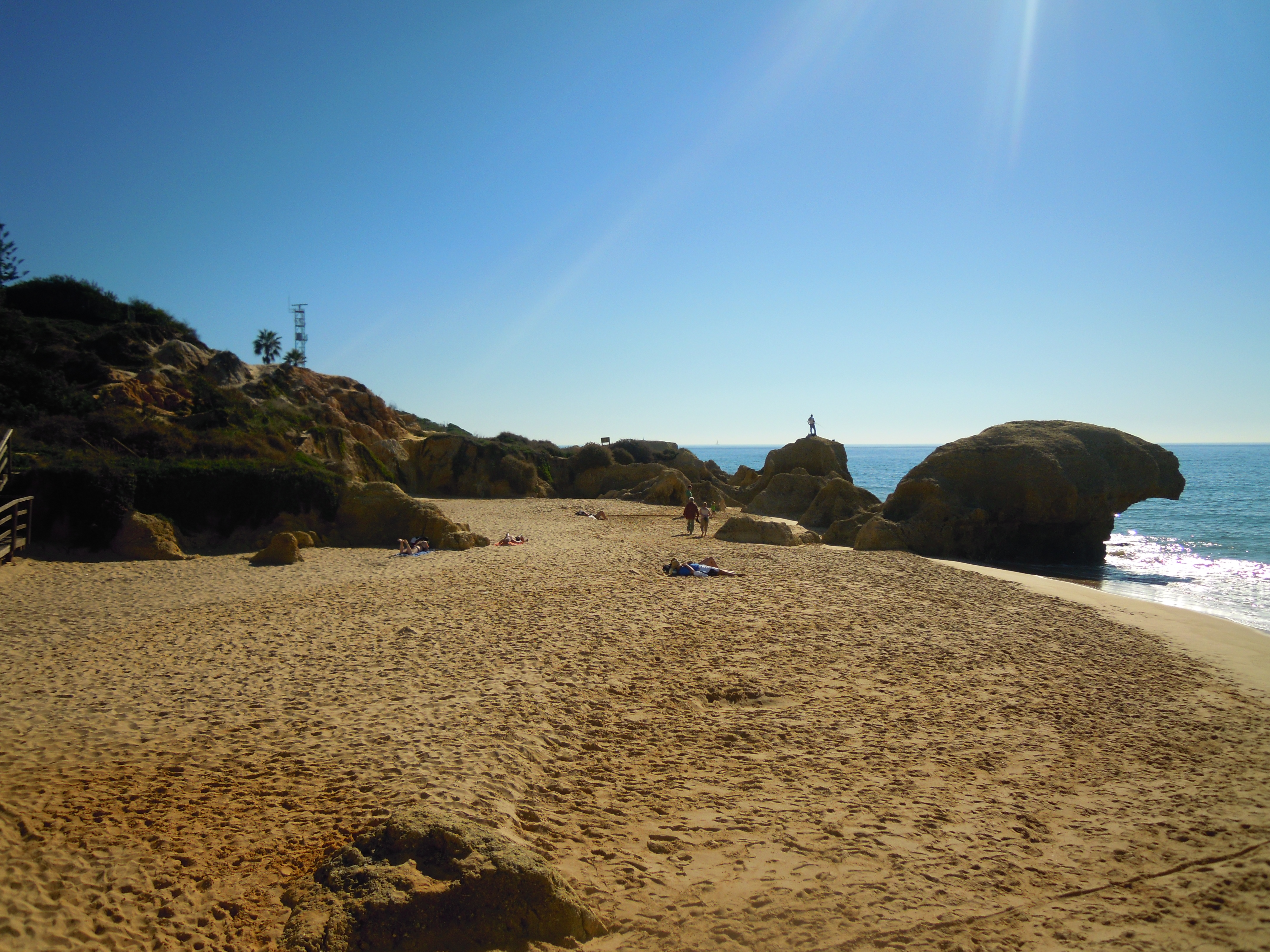
Praia da Galé - Algarve